# 半鬼螳属
半鬼螳属（学名：Hemiempusa）为椎头螳科的一个属。

## 下属物种
本属包括以下物种：
- 好望角半鬼螳 Hemiempusa capensis Burmeister, 1838